# Кубок Еміра Катару з футболу 2021
Кубок Еміра Катару з футболу 2021 — 49-й розіграш головного кубкового футбольного турніру у Катарі. Титул володаря кубка вдруге поспіль здобув Ас-Садд.

## Календар
| Раунд            | Дата             | Матчі | Клуби   |
| ---------------- | ---------------- | ----- | ------- |
| Попередній раунд | 21 грудня 2020   | 1     | 17 → 16 |
| 1/8 фіналу       | 25-27 січня 2021 | 8     | 16 → 8  |
| 1/4 фіналу       | 2-3 березня 2021 | 4     | 8 → 4   |
| 1/2 фіналу       | 9-10 травня 2021 | 2     | 4 → 2   |
| Фінал            | 22 жовтня 2021   | 1     | 2 → 1   |

## Попередній раунд
| Команда 1         | Рахунок | Команда 2       |
| ----------------- | ------- | --------------- |
| 21 грудня 2020    |         |                 |
| Аль-Месаймеер (2) | 2:3     | Аль-Муайдар (2) |

## 1/8 фіналу
| Команда 1     | Рахунок      | Команда 2       |
| ------------- | ------------ | --------------- |
| 25 січня 2021 |              |                 |
| Катар СК      | 2:2 пен. 4:5 | Аль-Шамаль (2)  |
| Ад-Духаїль    | 6:0          | Аль-Аглі        |
| Аль-Вакра     | 1:2          | Аль-Харітіят    |
| 26 січня 2021 |              |                 |
| Ар-Райян      | 1:0          | Аль-Мархія (2)  |
| Ас-Садд       | 7:0          | Аль-Муайдар (2) |
| Аль-Гарафа    | 2:2 пен. 5:4 | Аш-Шаханія (2)  |
| 26 січня 2021 |              |                 |
| Ас-Сайлія     | 4:2          | Аль-Хор         |
| Аль-Арабі     | 2:1          | Умм-Салаль      |

## 1/4 фіналу
| Команда 1      | Рахунок | Команда 2      |
| -------------- | ------- | -------------- |
| 2 березня 2021 |         |                |
| Ад-Духаїль     | 2:0     | Аль-Шамаль (2) |
| Аль-Харітіят   | 0:2     | Ар-Райян       |
| 3 березня 2021 |         |                |
| Аль-Гарафа     | 0:5     | Ас-Садд        |
| Ас-Сайлія      | 1:4     | Аль-Арабі      |

## 1/2 фіналу
| Команда 1      | Рахунок | Команда 2 |
| -------------- | ------- | --------- |
| 9 травня 2021  |         |           |
| Ас-Садд        | 3:0     | Аль-Арабі |
| 10 травня 2021 |         |           |
| Ад-Духаїль     | 1:2     | Ар-Райян  |

## Фінал
| 22 жовтня 2021 19:00 (EEST) |

| Ас-Садд                                            | 1:1      | Ар-Райян                                    |
| -------------------------------------------------- | -------- | ------------------------------------------- |
| Касорла 58' (пен.)                                 | Протокол | Брагімі 44' (пен.)                          |
|                                                    | Пенальті |                                             |
| Касорла · Родріго Табата · Афіф · Хухі · Чон У Йон | 5:4      | Брагімі · Болі · Хатем · Нзонзі · Халілзаде |

| Яссім бін Хамад, Доха Арбітр: Абдуллах Аль-Атбах |